# Blepharhymenus eminens
Blepharhymenus eminens är en skalbaggsart som först beskrevs av Thomas Casey 1911.  Blepharhymenus eminens ingår i släktet Blepharhymenus och familjen kortvingar. Inga underarter finns listade i Catalogue of Life.